# (20553) Donaldhowk
(20553) Donaldhowk (1999 RQ113) – planetoida z grupy pasa głównego asteroid okrążająca Słońce w ciągu 3,5 lat w średniej odległości 2,3 j.a. Odkryta 9 września 1999 roku.